# Razzie Awards 2010
La 31ª edizione dei Razzie Awards si è svolta il 26 febbraio 2011 all'interno del Barnsdall Gallery Theatre di Hollywood, per premiare i peggiori film dell'anno 2010. Le candidature erano state annunciate un mese prima, il 24 gennaio, il giorno prima delle candidature ai Premi Oscar 2011, com'è da tradizione per i Razzie Award. L'ultimo dominatore dell'aria è stato il maggiore vincitore del 2010, con cinque premi, incluso il peggior film.
Il film del 2010 più premiato è stato L'ultimo dominatore dell'aria, mentre i più nominati sono stati L'ultimo dominatore dell'aria e The Twilight Saga: Eclipse, candidati a nove premi, seguito da Sex and the City 2 con sette, e Appuntamento con l'amore, Il cacciatore di ex e Mordimi con quattro nomination.

## Vincitori e candidati
Verranno di seguito indicati in grassetto i vincitori.
Ove ricorrente e disponibile, viene indicato il titolo in lingua italiana e quello in lingua originale tra parentesi.

### Peggior film
- L'ultimo dominatore dell'aria (The Last Airbender), regia di M. Night Shyamalan
- Il cacciatore di ex (The Bounty Hunter), regia di Andy Tennant
- Sex and the City 2 (Sex and the City 2), regia di Michael Patrick King
- The Twilight Saga: Eclipse (The Twilight Saga: Eclipse), regia di David Slade
- Mordimi (Vampires Suck), regia di Jason Friedberg e Aaron Seltzer

### Peggior attore
- Ashton Kutcher - Killers (Killers), Appuntamento con l'amore (Valentine's Day)
- Jack Black - I fantastici viaggi di Gulliver (Gulliver's Travels)
- Gerard Butler - Il cacciatore di ex (The Bounty Hunter)
- Taylor Lautner - The Twilight Saga: Eclipse (The Twilight Saga: Eclipse), Appuntamento con l'amore (Valentine's Day)
- Robert Pattinson - Remember Me (Remember Me), The Twilight Saga: Eclipse (The Twilight Saga: Eclipse)

### Peggior attrice
- Le quattro "amiche" (Sarah Jessica Parker, Kim Cattrall, Kristin Davis & Cynthia Nixon) - Sex and the City 2 (Sex and the City 2)
- Jennifer Aniston - Il cacciatore di ex (The Bounty Hunter), Due cuori e una provetta (The Switch)
- Miley Cyrus - The Last Song (The Last Song)
- Megan Fox - Jonah Hex (Jonah Hex)
- Kristen Stewart - The Twilight Saga: Eclipse (The Twilight Saga: Eclipse)

### Peggior attore non protagonista
- Jackson Rathbone - L'ultimo dominatore dell'aria (The Last Airbender), The Twilight Saga: Eclipse (The Twilight Saga: Eclipse)
- Billy Ray Cyrus - Operazione Spy Sitter (The Spy Next Door)
- George Lopez - Sansone (Marmaduke), Operazione Spy Sitter (The Spy Next Door), Appuntamento con l'amore (Valentine's Day)
- Dev Patel - L'ultimo dominatore dell'aria (The Last Airbender)
- Rob Schneider - Un weekend da bamboccioni (Grown Ups)

### Peggior attrice non protagonista
- Jessica Alba - The Killer Inside Me (The Killer Inside Me), Vi presento i nostri (Little Fockers), Machete (Machete) Appuntamento con l'amore (Valentine's Day)
- Cher - Burlesque (Burlesque)
- Liza Minnelli - Sex and the City 2 (Sex and the City 2)
- Nicola Peltz - L'ultimo dominatore dell'aria (The Last Airbender)
- Barbra Streisand - Vi presento i nostri (Little Fockers)

### Peggior coppia/cast
- L'intero cast di Sex and the City 2 (Sex and the City 2)
- Jennifer Aniston e Gerard Butler - Il cacciatore di ex (The Bounty Hunter)
- La faccia di Josh Brolin e l'accento di Megan Fox - Jonah Hex (Jonah Hex)
- L'intero cast de L'ultimo dominatore dell'aria (The Last Airbender)
- L'intero cast di The Twilight Saga: Eclipse (The Twilight Saga: Eclipse)

### Peggior prequel, remake, rip-off o sequel
- Sex and the City 2 (Sex and the City 2), regia di Michael Patrick King
- Scontro tra titani (Clash of the Titans), regia di Louis Leterrier
- L'ultimo dominatore dell'aria (The Last Airbender), regia di M. Night Shyamalan
- The Twilight Saga: Eclipse (The Twilight Saga: Eclipse), regia di David Slade
- Mordimi (Vampires Suck), regia di Jason Friedberg e Aaron Seltzer

### Peggior regista
- M. Night Shyamalan - L'ultimo dominatore dell'aria (The Last Airbender)
- Jason Friedberg e Aaron Seltzer - Mordimi (Vampires Suck)
- Michael Patrick King - Sex and the City 2 (Sex and the City 2)
- David Slade - The Twilight Saga: Eclipse (The Twilight Saga: Eclipse)
- Sylvester Stallone - I mercenari - The Expendables (The Expendables)

### Peggiore sceneggiatura
- L'ultimo dominatore dell'aria (The Last Airbender) - sceneggiatura di M. Night Shyamalan, basata sulla serie televisiva creata da Michael Dante DiMartino e Bryan Konietzko
- Vi presento i nostri (Little Fockers) - sceneggiatura di John Hamburg e Larry Stuckey, basata sui personaggi creati da Greg Glienna e Mary Ruth Clarke
- Sex and the City 2 (Sex and the City 2) - sceneggiatura di Michael Patrick King, basata sulla serie televisiva creata da Darren Star
- The Twilight Saga: Eclipse (The Twilight Saga: Eclipse) - sceneggiatura di Melissa Rosenberg, basata sul romanzo di Stephenie Meyer
- Mordimi (Vampires Suck) - sceneggiatura di Jason Friedberg e Aaron Seltzer

### Peggior uso del 3D
- L'ultimo dominatore dell'aria (The Last Airbender), regia di M. Night Shyamalan
- Cani & gatti - La vendetta di Kitty (Cats & Dogs: The Revenge of Kitty Galore), regia di Lawrence Guterman
- Scontro tra titani, regia di Louis Leterrier
- Lo schiaccianoci (The Nutcracker in 3D), regia di Andrej Končalovskij
- Saw 3D - Il capitolo finale (Saw 3D), regia di Kevin Greutert

## Statistiche vittorie/candidature
Premi vinti/candidature:
- 5/9 - L'ultimo dominatore dell'aria (The Last Airbender)
- 3/7 - Sex and the City 2 (Sex and the City 2)
- 2/4 - Appuntamento con l'amore (Valentine's Day)
- 1/9 - The Twilight Saga: Eclipse (The Twilight Saga: Eclipse)
- 1/3 - Vi presento i nostri (Little Fockers)
- 1/1 - The Killer Inside Me (The Killer Inside Me)
- 1/1 - Killers (Killers)
- 1/1 - Machete (Machete)
- 0/4 - Il cacciatore di ex (The Bounty Hunter)
- 0/4 - Mordimi (Vampires Suck)
- 0/2 - Jonah Hex (Jonah Hex)
- 0/2 - Operazione Spy Sitter (The Spy Next Door)
- 0/2 - Scontro tra titani (Clash of the Titans)
- 0/1 - I fantastici viaggi di Gulliver (Gulliver's Travels)
- 0/1 - Remember Me (Remember Me)
- 0/1 - Due cuori e una provetta (The Switch)
- 0/1 - The Last Song (The Last Song)
- 0/1 - Sansone (Marmaduke)
- 0/1 - Un weekend da bamboccioni (Grown Ups)
- 0/1 - Burlesque (Burlesque)
- 0/1 - I mercenari - The Expendables (The Expendables)
- 0/1 - Cani & gatti - La vendetta di Kitty (Cats & Dogs: The Revenge of Kitty Galore)
- 0/1 - Lo schiaccianoci (The Nutcracker in 3D)
- 0/1 - Saw 3D - Il capitolo finale (Saw 3D)